# NGC 1835
NGC 1835 是剑鱼座麥哲倫雲中的一個星系（球狀星團）。NGC 1835的视星等约为10.6。NGC 1835中有84顆天琴座RR型变星。NGC 1835于1826年由詹姆士·敦洛普发现，后来被約翰·路易·埃米爾·德雷耳列入NGC天體表。